# Mike Fratello
Michael Robert « Mike » Fratello, né le 24 février 1947 à Hackensack, dans le New Jersey, est un entraîneur américain de basket-ball. Il a été commentateur pour les chaînes de télévision NBC et TNT.